# Montaigu-Vendée
Montaigu-Vendée is een fusiegemeente (commune nouvelle) in het Franse departement Vendée (regio Pays de la Loire). De plaats maakt deel uit van het arrondissement La Roche-sur-Yon. Montaigu-Vendée is op 1 januari 2019 ontstaan door de fusie van de gemeenten Boufféré, La Guyonnière, Montaigu, Saint-Georges-de-Montaigu en Saint-Hilaire-de-Loulay. Montaigu-Vendée telde op 1 januari 2022 20.754 inwoners.

## Geografie
De oppervlakte van Montaigu-Vendée bedroeg op 1 januari 2022 117,92 vierkante kilometer; de bevolkingsdichtheid was toen 176 inwoners per km².
De onderstaande kaart toont de ligging van Montaigu-Vendée met de belangrijkste infrastructuur en aangrenzende gemeenten.

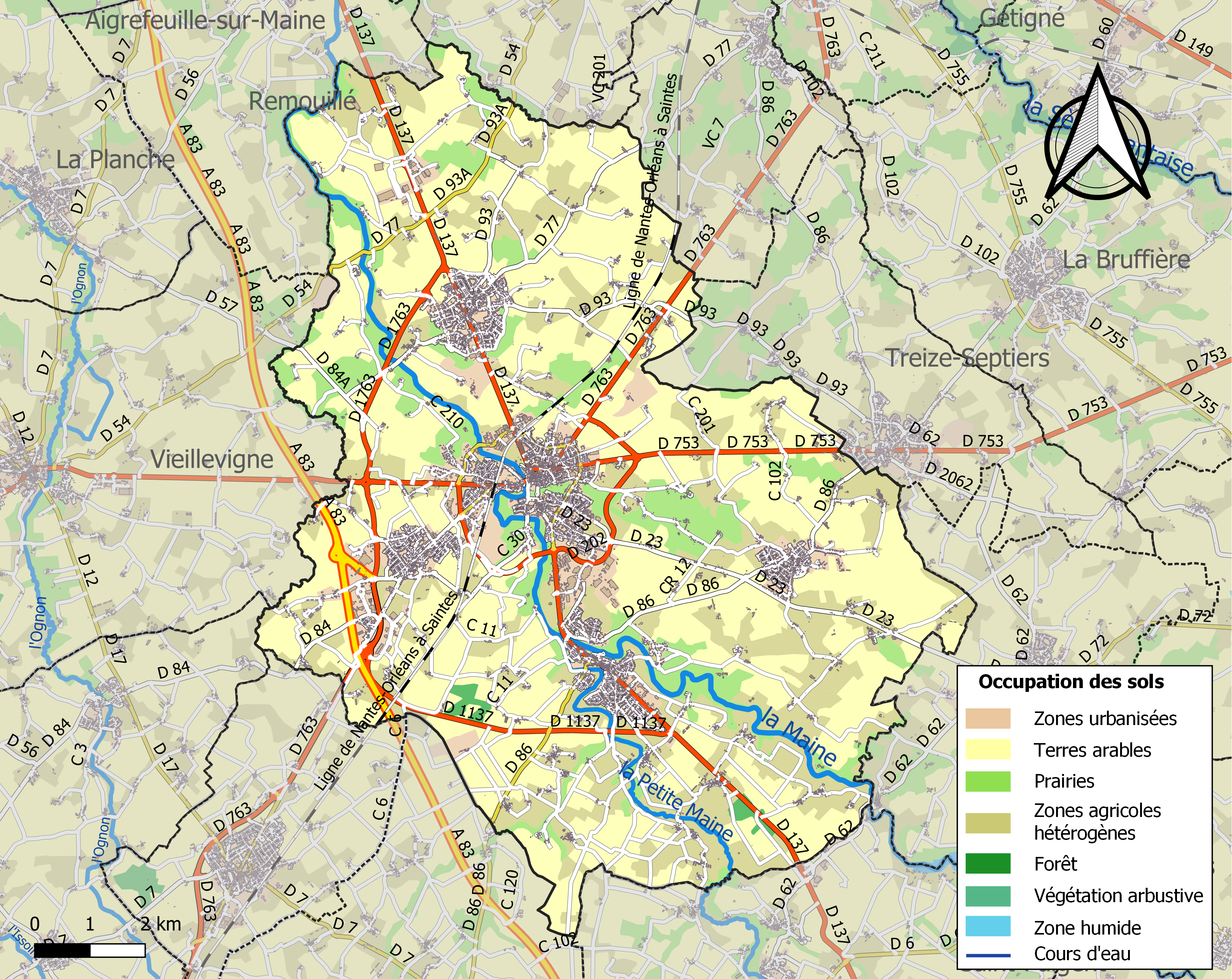

## Demografie
Onderstaande figuur toont het verloop van het inwonertal van Montaigu voor de fusie (bron: INSEE-tellingen).
Montaigu-Vendée telde in 2017 20.126 inwoners. En de gemeente telde op 1 januari 2022 20.754 inwoners.